# Bilal Nichols
Pour les articles homonymes, voir Nichols.
(en) Statistiques sur pro-football-reference
Bilal Shakur Nichols (né le 14 septembre 1996 à Newark) est un joueur américain de football américain évoluant au poste de defensive end et defensive tackle pour les Cardinals de l'Arizona dans la National Football League (NFL). 
Il est sélectionné par les Bears de Chicago au cinquième tour de la draft 2018 de la NFL. Il a joué au niveau universitaire pour les Fightin' Blue Hens du Delaware.

## Carrière universitaire
Nichols joue au niveau universitaire pour les Fightin' Blue Hens du Delaware pendant quatre ans. En 2017, il réalise 56 tackles dont 6,5 pour une perte, 5,5 sacks, une interception, quatre ruptures de passe et un kick bloqué. Il est nommé dans la première équipe All-Colonial Athletic Association pour sa saison.

## Carrière professionnelle
| Taille              | Poids           | Bras           | Main           | Sprint   | Sprint   | Sprint   | Shuttle 20 yards | 3 cones drill | Détente         | Détente            | Développé couché | Test Wonderlic |
| Taille              | Poids           | Bras           | Main           | 40 yards | 10 yards | 20 yards | Shuttle 20 yards | 3 cones drill | verticale       | horizontale        | Développé couché | Test Wonderlic |
| 1,92 m (6 ft 3¾ in) | 139 kg (306 lb) | 85 cm (33⅜ in) | 26 cm (10¼ in) | 4,95 s   | 1,73 s   | 2,89 s   | 4,49 s           | 7,45 s        | 77 cm (30,5 in) | 2,84 m (9 ft 4 in) | 29 repétitions   | -              |

### Bears de Chicago
Nichols est sélectionné par les Bears de Chicago au cinquième tour (145e au total) de la draft de la NFL de 2018.
Son premier départ dans la NFL a eu lieu lors de la 10e semaine de la saison 2018 contre les Lions de Détroit, où il enregistre son premier sack sur le quart-arrière Matthew Stafford dans une victoire de 34 à 22,. Un deuxième sack a eu lieu lors de la finale de la saison sur Kirk Cousins des Vikings du Minnesota alors que les Bears ont gagné 24-10.
La saison 2019 de Nichols est interrompue par une fracture de la main qu'il a subie lors de la deuxième semaine contre les Broncos de Denver. À son retour, il remplace Akiem Hicks, blessé, au poste de defensive tackle. Lors du dernier match de l'année contre le Minnesota, il récupère un fumble de Mike Boone lors de la première séquence à l'attaque des Vikings.
Après que le defensive tackle Eddie Goldman ait choisi de ne pas participer à la saison 2020 pour des raisons liées à la COVID-19, Nichols prends son poste. Lors du match de la semaine 6 des Bears contre les Panthers de la Caroline, Nichols plaque Teddy Bridgewater à la ligne d'une yard des Panthers ; sur le jeu suivant, Bridgewater a été intercepté par Tashaun Gipson pour permettre aux Bears de marquer un touchdown. Lors de la semaine 13 contre les Lions, Nichols enregistre un sack sur Matthew Stafford et sa première interception en carrière sur une passe lancée par Stafford qu'il a retournée pour sept yards lors d'une défaite de 34-30. Nichols est le premier defensive tackle des Bears à intercepter une passe depuis Tommie Harris en 2009.

### Raiders de Las Vegas
Nichols signe un contrat de deux ans et 11 millions de dollars avec les Raiders de Las Vegas le 17 mars 2022,. Lors de la victoire des Raiders lors de la semaine 16 de 2023 contre les Chiefs de Kansas City, Nichols récupère un fumble de Patrick Mahomes et le retourne sur 8 yards pour son premier touché en carrière.

### Cardinals de l'Arizona
Le 14 mars 2024, Nichols signe un contrat de trois ans avec les Cardinals de l'Arizona. Le 15 octobre, Nichols es placé sur la liste des blessés pour la saison.